# Arroyo de los Tapes del Norte
Der Arroyo de los Tapes, auch als Arroyo de los Tapes del Norte bezeichnet, ist ein Fluss in Uruguay.
Er verläuft auf dem Gebiet des Departamentos Lavalleja. Er mündet als linksseitiger Zufluss in den Río Cebollatí. Zu seinen Nebenflüssen gehört der Arroyo Manzanero.